# 本尼·瑟德格伦
本尼·瑟德格伦（瑞典語：Benny Södergren，1948年6月23日—），瑞典男子越野滑雪运动员。他曾代表瑞典参加1976年冬季奥林匹克运动会越野滑雪比赛，获得男子50公里铜牌。